# Чикаго дешавања
Чикаго дешавања (стилизовано као Chicago Dešavanja) је информативно-забавни веб-портал са седиштем у Парк Риџу, предграђу Чикага, који на српском језику информише припаднике српске и екс-југословенске дијаспоре о догађајима у овом граду и његовој околини.

## Историја и садржаји
Портал „Чикаго дешавања” покренуо је 3. маја 2008. музичар и предузетник Милош Ђорђевић, Нишлија који већ годинама живи у Чикагу. Ђорђевић је уједно и његов главни и одговорни уредник. Портал послује у оквиру фирме „Chicago Desavanja Inc”. Уз сестрински „Плус радио” медијски је спонзор свих важнијих догађаја у граду на језеру Мичиген, покривајући их вестима, фотографијама и аудио и видео записима. У ту сврху, овај портал запошљава професионалне новинаре, фотографе, сниматеље и маркетиншке стручњаке.
Осим вести и галерија о дешавањима, попут уметничких изложби, концерата, промоција књига, позоришних представа или филмских пројекција у Чикагу и околини, на порталу се налази и корисни адресар предузећа, носилаца производа и услуга, којих су власници углавном људи са простора бивше Југославије, чиме „Чикаго дешавања” директно помажу њихов рад. Пружена је и могућност самосталног додавања дешавања и огласа, па је тако наглашена интерактивност и компактност културног и пословног деловања балканске заједнице у овом делу Сједињених Америчких Држава. Изразито комерцијални део портала чине огласи и банери, који му омогућавају опстанак и ангажовање сарадника.
Портал „Чикаго дешавања” неретко подржава хуманитарне акције у расејању и матици оглашавањем информација и упутстава за помоћ, али и директним финансијским средствима. Такође, активно сарађује са медијима, организацијама и компанијама из дијаспоре и Србије.
Године 2019. први човек „Чикаго дешавања” Милош Ђорђевић био је домаћин традиционалног професионалног скупа „Serbian American Professional Networking Evening”, а наредне 2020. члан жирија за избор „Мис српске дијаспоре САД” (енгл. Miss Serbian Diaspora USA 2020).
Садржаји са портала „Чикаго дешавања” су бесплатно доступни и путем Android и iOS мобилних апликација.